# 高雄捷運紅線
紅線（こうせん、Red Line）は台湾の高雄捷運が運行する路線。高雄市小港区にある小港駅を起点に高雄国際空港、中山路、台鉄高雄駅、博愛路、高鉄左営駅を経て、高雄市岡山区にある岡山駅（2012年12月22日までは橋頭火車駅、2024年6月29日までは南岡山駅）（「火車」（huǒchē）は捷運以外の鉄道、「站」（zhàn）は駅を表す）に至る。
2020年代には岡山区中心地にある岡山駅から路竹区、湖内区まで延伸される予定である。

## 概要
高雄市内を十字連絡する捷運システムの南北路線を構成する大量輸送システム。
当初から全ての駅にエレベーター・エスカレーターなどのバリアフリー設備や公衆無線LAN、また地下区間の全ての駅にはホームドアが整備され、更に携帯電話の電波はトンネル内を走行中の列車からも十分通話が可能となるように中継されている。
一方で改札内に売店や自動販売機類は一切置かれておらず、ガムや飲料を含む飲食や喫煙は罰金の対象となる。
高雄市街中心部の美麗島駅は工事が遅れ、開業後も全列車が通過扱いであったが、2008年9月14日、橘線の開通に伴って漸く開業した。

### 路線データ
- 建設・運営：高雄捷運公司
- 路線距離（営業キロ）：29.76km
- 軌間：1435mm
- 駅数：24駅（起終点駅を含む）
- 複線区間：全線（直流750V・第三軌条方式）
- 閉塞方式：ATO方式
- 地下区間：左営駅 - 小港駅間
- 車両：モジュラー・メトロ3両編成（詳細は高雄捷運高運量電車を参照）、1両あたり長さ21.9m・幅3.1m・片側4扉（ステンレス車、製造元はシーメンス）、ワンマン運転
- ダイヤ：時刻表なし、各駅停車のみ、運行時間6:00 - 23:00（23:35に小港と南岡山を出発する深夜列車が両方向1本ずつある）、6 - 10分間隔で運転
- 車両基地：北機廠（岡山高醫駅付近）、南機廠（草衙駅付近）
- 運賃：距離別で最低20元、最高60元

## 歴史
- 2001年10月24日 - 起工[1]。
- 2007年
  - 9月10日 - 三多商圏以南で2日間にわたり市政府による初回監査[2]。
  - 11月30日 - 三多商圏以南で交通部による最終監査[3]。
  - 12月7日 - 年末開業を断念し、翌年に延期[4]。
- 2008年
  - 1月3日 - 三多商圏以北で市政府による初回監査[5]。
  - 2月8日 - 春節期間中の11日までの4日間、三多商圈以南の区間で無料の試乗体験会を実施[6]。
  - 3月3日 - 三多商圏以北で交通部による最終監査[7]。
  - 3月9日 - 橋頭火車站から小港間が開業、但し美麗島駅は未開業。開業から29日間（4月7日まで）全線を無料で運行[8]。
  - 9月14日 - 橘線の開通とともに美麗島駅が開業[9]。
- 2012年12月23日 - 橋頭火車站駅から南岡山駅間が延伸開業[10]。
- 2018年9月5日 - 高雄駅が新ホームと新駅舎に移転[11]。

### 延伸計画
2024年に台鉄岡山駅まで延伸開業した。

今後は南部科学園区高雄園区（路竹科学園区）、路竹区域、湖内区域、茄萣区域に至る計画（岡山路竹延伸線）がある。

また、高雄新国際空港に至る計画（新国際機場延伸線）については廃案となった。

#### 岡山路竹延伸線
岡山駅を境に南側を第1期、北側を第2期とし、このうち南側第1期は2018年に着工を予定している。行政院の前瞻基礎建設計画初年度に盛り込まれている。
- 2016年
  - 7月20日 - 優先着工区間である南岡山駅 - 岡山駅間の総合事業計画案が交通部の審議を通過し、2018年に正式着工の運びとなった[13]。
  - 11月28日 - 岡山路竹延伸線優先着工区間の総合計画案と第二段階区間の実現可能性調査報告（以下F/S）が国家発展委員会の審議を通過[14]。
- 2018年
  - 8月20日 - （2期）交通部で総合計画案（初回）審査通過[15]。
  - 8月22日 - （1期）入札不成立が続いていたが、新亜建設が土建工程を落札。年内着工予定[16]。
  - 11月11日 - （1期）南岡山から岡山まで1.46kmの延伸事業起工[17]。
- 2019年
  - 3月4日 - （2期）総合計画案が交通部の審議を通過[18]。
  - 5月29日 - （2期）環境アセスメント審査で南路竹以北が通過せず持ち越し[19]。
  - 7月17日 - （2期）岡山～南路竹間7.84kmの環境アセスメントが正式に通過、南路竹～大湖間3.79kmは通過せずこの区間の分割着工が見込まれている[20]。南路竹以南が2期A、南路竹以北が2期Bと分割される。
- 2020年12月25日 - （2期A）国家発展委員会で総合計画案を正式承認[21]。
- 2021年
  - 3月5日 - （2期A）行政院で総合計画を正式承認[22]。
  - 11月、路竹延伸（2期）用の機電工程入札でシンガポールのSTEE社（STエンジニアリング系列）が信号系統を、電力や増備車両をSTEE社とコンソーシアムを組んだ韓国の現代ロテムから調達する入札が成立した（単独応札）。先代のシーメンス製との互換性を確保し、8編成（とオプション2編成）の計10編成が納入される[23]。台湾でのMRT車両では桃園捷運緑線に次ぐ2例目。通勤型列車では（ロテム統合後は）EMU900型を含め3例目となる。その後12月9日に正式調印[24]。
- 2022年
  - 1月26日 - （2期A）岡山駅以北、南路竹までの延伸区間着工。完工は2027年末を予定している[25]。
  - 4月6日 - （2期B）南路竹以北の環境アセスメント初回審査通過[26]。
  - 7月13日 - （2期B）南路竹以北の環境アセスメント審査通過[27]。
  - 8月18日 - （2期B）南路竹以北の総合計画案が交通部の審査を通過[28]。
- 2024年6月30日 - 岡山駅が延伸開業[29]

#### 小港林園延伸線

##### 実現可能性調査（F/S）
従来はBRT、あるいはLRTで計画されていたが、2018年11月に既存紅線と同じ高運量規格に改め、9駅を設置する全長12kmの延伸計画案を交通部に提出した。12.43kmに7駅を設置するF/S案はその後2021年10月18日に国家発展委員会で、同年12月17日に行政院で最終承認された。

##### 総合計画
2022年6月7日から8日にかけて、環境アセスメント初回審査と総合計画案が環保署と交通部の審査を通過。6月29日、終着のRL7駅を西に300メートル移動（短縮）し、林園工業区の台湾中油プラントからの距離を広げる全長11.59kmへの変更案が環境アセスメント本審査で承認された。8月22日、国家発展委員会で総合計画案が承認された。9月23日、行政院で総合計画案が承認された。

## 駅一覧
岡山路竹延伸線区間は仮称
| 系統           | 駅番号               | 日本語駅名           | 繁体字中国語駅名                                                  | 英語駅名                                                                           | 接続路線                  | 所在地 | 所在地 |
| -------------- | -------------------- | -------------------- | ----------------------------------------------------------------- | ---------------------------------------------------------------------------------- | ------------------------- | ------ | ------ |
| 岡山路竹延伸線 | RK8                  | 大湖駅               | 大湖站                                                            | Dahu                                                                               | 台南捷運：■紅線（計画中） | 高雄市 | 湖内区 |
| 岡山路竹延伸線 | RK7                  | 路竹駅               | 路竹站                                                            | Lujhu                                                                              |                           | 高雄市 | 路竹区 |
| 岡山路竹延伸線 | RK6                  | 南路竹駅             | 南路竹站                                                          | Lujhu South                                                                        |                           | 高雄市 | 路竹区 |
| 岡山路竹延伸線 | RK5                  | 高苑科技大学駅       | 高苑科技大學站                                                    | Kao Yuan University                                                                |                           | 高雄市 | 路竹区 |
| 岡山路竹延伸線 | RK4                  | 高雄科学園区駅       | 高雄科學園區站                                                    | Kaohsiung Science District                                                         |                           | 高雄市 | 路竹区 |
| 岡山路竹延伸線 | RK3                  | 本洲産業園区駅       | 本洲產業園區站                                                    | Benjhou Industrial Park                                                            |                           | 高雄市 | 岡山区 |
| 岡山路竹延伸線 | RK2                  | 岡山農工駅           | 岡山農工站                                                        | Gangshan Agricultural & Industrial Vocational Senior High School                   |                           | 高雄市 | 岡山区 |
| 岡山路竹延伸線 | RK1                  | 岡山駅               | 岡山站                                                            | Gangshan                                                                           | 台湾鉄路管理局：縦貫線    | 高雄市 | 岡山区 |
| 岡山路竹延伸線 | R24                  | 岡山高医駅           | 岡山高醫站                                                        | Kaohsiung Medical University Gangshan Hospital                                     |                           | 高雄市 | 岡山区 |
| 主線           | R24                  | 岡山高医駅           | 岡山高醫站                                                        | Kaohsiung Medical University Gangshan Hospital                                     |                           | 高雄市 | 岡山区 |
| R23            | 橋頭火車站駅         | 橋頭火車站           | Ciaotou Station                                                   | 台湾鉄路管理局：縦貫線（橋頭駅）                                                   | 橋頭区                    | 高雄市 |        |
| R22A           | 橋頭糖廠駅           | 橋頭糖廠站           | Ciaotou Sugar Refinery                                            | 台湾糖業鉄道：橋頭線（五分車）                                                     | 橋頭区                    | 高雄市 |        |
| R22            | 青埔駅 (高科大)      | 青埔站 (高科大)      | Cingpu (NKFUST)                                                   | ■燕巣線（計画中）                                                                  | 橋頭区                    | 高雄市 |        |
| R21            | 都会公園駅           | 都會公園站           | Metropolitan Park                                                 | 台湾鉄路管理局：縦貫線（楠梓駅。徒歩約10分）                                       | 楠梓区                    | 高雄市 |        |
| R20            | 後勁駅 (高科大)      | 後勁站 (高科大)      | Houjing (NKMU)                                                    | ■緑線（計画中）                                                                    | 楠梓区                    | 高雄市 |        |
| R19            | 楠梓科技園区駅       | 楠梓科技園區站       | Nanzih Technology Industrial Park                                 |                                                                                    | 楠梓区                    | 高雄市 |        |
| R18            | 油廠国小駅           | 油廠國小站           | Oil Refinery Elementary School Station Youchang Elementary School |                                                                                    | 楠梓区                    | 高雄市 |        |
| R17            | 世運／国家体育園区駅 | 世運／國家體育園區站 | World Games / National Sports Complex                             |                                                                                    | 楠梓区                    | 高雄市 |        |
| R16            | 左営／高鉄駅         | 左營／高鐵站         | Zuoying / THSR                                                    | 台湾鉄路管理局：縦貫線（新左営駅） 台湾高速鉄路公司：■台湾高速鉄道：左営駅         | 左営区                    | 高雄市 |        |
| R15            | 生態園区駅           | 生態園區站           | Ecological District                                               |                                                                                    | 左営区                    | 高雄市 |        |
| R14            | 巨蛋駅 (三民家商)    | 巨蛋站 (三民家商)    | Kaohsiung Arena (Sanmin Household & Commercial High School)       |                                                                                    | 左営区 鼓山区             | 高雄市 |        |
| R13            | 凹子底駅             | 凹子底站             | Aozihdi                                                           | ■環状軽軌（C24愛河之心駅。）                                                       | 左営区 鼓山区             | 高雄市 |        |
| R12            | 後驛駅               | 後驛站               | Houyi                                                             |                                                                                    | 三民区                    | 高雄市 |        |
| R11            | 高雄車站駅           | 高雄車站             | Kaohsiung Main Station                                            | 台湾鉄路管理局：縦貫線・屏東線（高雄駅） 台湾高速鉄路公司：■台湾高速鉄道（計画中） | 三民区                    | 高雄市 |        |
| R10            | 美麗島駅             | 美麗島站             | Formosa Boulevard                                                 | ■橘線O5                                                                            | 新興区                    | 高雄市 |        |
| R9             | 中央公園駅           | 中央公園站           | Central Park                                                      |                                                                                    | 新興区 苓雅区             | 高雄市 |        |
| R8             | 三多商圏駅           | 三多商圈站           | Sanduo Shopping District                                          | ■黄線（建工民族線。計画中）                                                        | 苓雅区 前鎮区             | 高雄市 |        |
| R7             | 獅甲駅 (労工公園)    | 獅甲站 (勞工公園)    | Shihjia (Labor Park)                                              |                                                                                    | 前鎮区                    | 高雄市 |        |
| R6             | 凱旋駅               | 凱旋站               | Kaisyuan                                                          | ■環状軽軌（C3前鎮之星駅）                                                          | 前鎮区                    | 高雄市 |        |
| R5             | 前鎮高中駅           | 前鎮高中站           | Cianjhen Senior High School                                       | ■黄線（澄清五甲線。計画中）                                                        | 前鎮区                    | 高雄市 |        |
| R4A            | 草衙駅               | 草衙站               | Caoya                                                             |                                                                                    | 前鎮区                    | 高雄市 |        |
| R4             | 高雄国際機場駅       | 高雄國際機場站       | Kaohsiung International Airport                                   |                                                                                    | 小港区                    | 高雄市 |        |
| R3             | 小港駅               | 小港站               | Siaogang                                                          | ■小港林園延伸線（計画中）                                                          | 小港区                    | 高雄市 |        |

### 註釈
1. ↑  National Kaohsiung First University of Science and Technology
2. ↑  National Kaohsiung Marine University